# Serge Toubiana
Serge Toubiana  (Susa, Túnez, 15 de agosto del 1949) es director de la Cinemateca Francesa. Fue director de la revista Cahiers du Cinéma durante una larga etapa.

## Biografía
Nacido en el protectorado francés de Túnez y establecido en París, fue durante mucho tiempo director de la revista Cahiers du Cinéma. Es autor de obras sobre el cine, documentales sobre François Truffaut, Isabelle Huppert, Charles Chaplin, Amos Guitai. Ha dirigido las ediciones en DVD de varias películas de François Truffaut, Maurice Pialat, Alain Resnais, Michael Haneke, etc. Fue comisario de la exposición «Renoir/Renoir» en 2005, con Serge Lemoine, y presidente del Museo de Orsay.

## Publicaciones
- Le Cinéma vers son deuxième siècle, de Jean-Michel Frodon, Marc Nicolas y Serge Toubiana (dir.), Le Monde Éditions, 1995.
- The Misfits : chronique d'un tournage par les photographes de Magnum, con Arthur Miller, 1999.
- François Truffaut, con Antoine de Baecque, Gallimard, París, 2001.
- Le Désert américain, con Raymond Depardon, 2007.
- L'arrière mémoire, con Micheline Presle, entrevista.
- Les Fantômes du souvenir, Grasset, 2016.
- Le Temps de voir, Le Seuil, 2016.
- Les Bouées jaunes, Stock, 2018.